# 諾丁 (明尼蘇達州)
諾丁（英語：Nodine）是位於美國明尼蘇達州威諾納縣新哈特福德鎮區的一個非建制地區。

## 地理
諾丁所處的海拔為高於海平面389米（即1276英呎），而該地所採用的時區為UTC-6，即北美中部時區（CST）。同時該地設有夏令時間，為UTC-6調快一小時，即UTC-5（CDT）。